# 独家记忆 (电影)
《独家记忆》是一部美国的剧情片，由梅兰妮·梅龙执导，派珀·劳瑞和布鲁克·亚当斯主演。該電影在爛番茄的評分是71%。有人在荷里活報道上指出，該電影虽然节奏有些慢，但这并不妨碍該電影成為一部成熟的電影。